# 泰晤士水务公司
泰晤士水務有限公司（英語：Thames Water Utilities Ltd.），简称Thames Water，前身泰晤士水务局（英語：Thames Water Authority），是一家英国大型私营公用事业公司，垄断了大伦敦大部分地区、卢顿、泰晤士河谷、薩里郡、格洛斯特郡、北威尔特郡、西肯特郡和英格兰其他一些地区的供水和废水处理业务。它是英国最大的供水和污水处理服务公司，覆盖的地区有1500万人口，占英国人口的27%。
它在伦敦周围地区拥有许多水处理基础设施，如泰晤士环城水道（Thames Water Ring Main）、欧洲最大的污水处理厂贝克顿污水处理厂（Beckton Sewage Treatment Works）和英国第一家大型海水淡化厂泰晤士河口水处理厂（Thames Gateway Water Treatment Works）等。
2024年8月，泰晤士水务公司因污水排放问题被罚款1.04亿英镑。